# NGC 7124
NGC 7124 (другие обозначения — PGC 67375, ESO 237-2, ESO 236-49, AM 2144-504, IRAS21447-5047) — галактика в созвездии Индеец.
Этот объект входит в число перечисленных в оригинальной редакции «Нового общего каталога».